# Mendes Faleiro Rendeiro
Mendes Faleiro Rendeiro es una localidad caboverdiana del municipio de São Domingos.

## Geografía
La localidad está situada en la isla Santiago.

## Organización territorial
La localidad abarca los lugares y barrios de:
- Covão
- Lém Morreira
- Lém Soares
- Mendes Faleiro Rendeiro